# بالاجي ناراسيمهان
بالاجي ناراسيمهان (بالإنجليزية: Balaji Narasimhan)‏ هو لاعب كرة قدم هندي في مركز حراسة المرمى، ولد في 19 مايو 1977 في بنغالور في الهند. شارك مع منتخب الهند لكرة القدم. أما مع النوادي، فقد لعب مع نادي بونه ونادي موهون باغان.

## وصلات خارجية
- بالاجي ناراسيمهان على موقع ناشيونال فوتبول تيمز (الإنجليزية)
- بالاجي ناراسيمهان على موقع Soccerway.com (الإنجليزية)